# Assedio di Berwick (1318)
L'assedio di Berwick fu un episodio delle guerre d'indipendenza scozzesi che venne combattuto nell'aprile del 1318, tra le forze scozzesi e quelle inglesi, nei pressi di Berwick-upon-Tweed, in Inghilterra settentrionale, cittadina occupata dagli inglesi dal 1296.

## La caduta di Berwick
A seguito della decisiva vittoria degli scozzesi nella battaglia di Bannockburn del 1314, gli scozzesi riconquistarono tutte le loro fortezze nell'area ad eccezione di Berwick. Nel settembre del 1317, re Roberto I tentò di assediare Berwick, ma dovette poi ritirarsi dopo due mesi senza risultati. L'aprile successivo, Peter Spalding aiutò i sostenitori di Roberto I ad entrare ed assediare la città di Berwick nel tentativo di strapparla agli inglesi. Questi era un inglese e sindaco della cittadina, ma aveva sposato una cugina di sir Robert Keith, gran maresciallo di Scozia. I razziatori, guidati da sir James Douglas, e probabilmente anche dal conte di Dunbar, presero la cittadina dopo un breve combattimento. Gli scozzesi si diedero al saccheggio, ma il castello non venne catturato. Re Roberto giunse quindi sul posto col suo esercito e dopo undici settimane di assedio la guarnigione del castello capitolò per la mancanza di rifornimenti. I cittadini inglesi vennero espulsi e Roberto I ristabilì Berwick al rango di centro commerciale scozzese, installandovi suo genero Walter Stewart, VI grande intendente di Scozia, come governatore.

## Conseguenze
La riconquista di Berwick fu una vittoria significativa per gli scozzesi. Lo storico Michael Brown ha notato come "simbolicamente, la cattura della cittadina e poi del suo castello abbiano completato il regno e il reame di re Roberto I". Ad ogni modo, Berwick cambiò nuovamente proprietari negli anni successivi, sino a divenire permanentemente parte dell'Inghilterra quando venne catturata nel 1482.